# Tomáš Kuchař
Tomáš Kuchař (ur. 25 sierpnia 1976 w Pečkach) – czeski piłkarz, grający na pozycji pomocnika. Grał m.in. w Pogoni Szczecin.